# Haworth (Oklahoma)
Haworth ist eine Stadt im McCurtain County im US-amerikanischen Bundesstaat Oklahoma. Auf einer Fläche von über vier Quadratkilometern (1,6 sqmi) leben 291 Menschen (Stand: Volkszählung 2020).
Haworth ist Teil der sozioökonomischen Region Ark-La-Tex, die Teile der vier Bundesstaaten Arkansas, Louisiana, Oklahoma und Texas umfasst.

## Geographie
Haworth liegt im Südosten des Bundesstaates Oklahoma im Süden der Vereinigten Staaten, etwa 16 Kilometer von der östlichen Grenze zu Arkansas sowie 15 Kilometer von der südlichen Grenze zu Texas entfernt. Die Stadt wird vollständig von einem großen, zusammenhängenden Naturreservat und Waldgebiet umgeben. Entlang der Grenze zu Texas verläuft einer der längsten Flüsse der Welt, der Red River, der im Norden von Texas entspringt und nach 1966 Kilometern in den Atchafalaya River, einen Zufluss des Mississippi River, mündet.
Nahegelegene Städte sind unter anderem Idabel (12 km nordwestlich), Broken Bow (18 km nördlich), Eagletown (23 km nördlich), Foreman (25 km südöstlich), Winthrop (28 km östlich) und Horatio (29 km nordöstlich). Nächste größere Stadt ist mit etwa 200.000 Einwohnern das über 160 Kilometer südöstlich entfernt gelegene Shreveport.

## Verkehr
Vom Nordwesten in den Südosten der Stadt verläuft der Oklahoma State Highway 3, der im Westen in den U.S. Highway 259 übergeht sowie eine Verbindung zum U.S. Highway 70 herstellt und im Osten als Arkansas State Route 32 weitergeführt wird. Etwa 45 Kilometer südlich der Stadt verläuft der Interstate 30.

## Demographie
Die Volkszählung 2000 ergab eine Einwohnerzahl von 354 Menschen, die Bevölkerungsdichte betrug fast 84 Menschen pro Quadratkilometer. 81,4 % der Bevölkerung waren Weiße, 9,3 % Indianer und 2,0 % Schwarze. 2,0 % entstammten einer anderen Ethnizität, 5,4 % hatten zwei oder mehr Ethnizitäten, 5,7 % waren Hispanics oder Lateinamerikaner jedweder Ethnizität. Auf 100 Frauen kamen etwa 102 Männer. Das Durchschnittsalter lag bei 32 Jahren, das Pro-Kopf-Einkommen betrug über 9.500 US-Dollar, womit fast 43 % der Bevölkerung unterhalb der Armutsgrenze lebten.
Bis zur Volkszählung 2010 sank die Einwohnerzahl auf 297.